# Ulmus serotina
Ulmus serotina — вид квіткових рослин з родини в'язових (Ulmaceae). Поширення: північно-східна Мексика, південно-центральна та південно-східна частини США.

## Біоморфологічна характеристика
Дерево до 21 метра заввишки; крони розлогі, широкоокруглі. Кора від світло-коричневої до червонуватої з неглибокими тріщинами. Деревина тверда. Гілки розлогі та висячі, часто з часом розвивають неправильні коркові крила; гілочки від коричневих до сірих, від запушених до голих. Ніжка листка ≈ 6 мм, від голої до запушеної. Листкова пластинка довгасто-оберненояйцеподібна, 7–10 × 3–4.5 см, основа коса, краї подвійно пилчасті, верхівка загострена; поверхні знизу жовто-золотисті, м'яко запушені, запушення відсутнє в пазухах жилок, зверху жовто-зелені, голі. Суцвіття 8–12-квіткові, завдовжки до 5 см. Квіти: чашечка майже до основи лопатева, частки 5–6; тичинки 5–6; пиляки жовто-червоні. Крилатки світло-коричневі, від яйцеподібних до еліптичних, 1–1.5 см, вузькокрилі, запушені, кінчик глибоко виїмчастий. Насіння потовщене, не роздуте. 2n = 28. Цвітіння: кінець літа й осінь.

## Середовище
Населяє вапнякові скелі, береги струмків, густі ліси. Зростає на висотах 0–400 метрів.

## Культивування
До спалаху голландської хвороби в'яза (англ. Dutch elm disease) U. serotina користувався обмеженою популярністю як тіньовидільне дерево в південній частині свого ареалу.

## Галерея

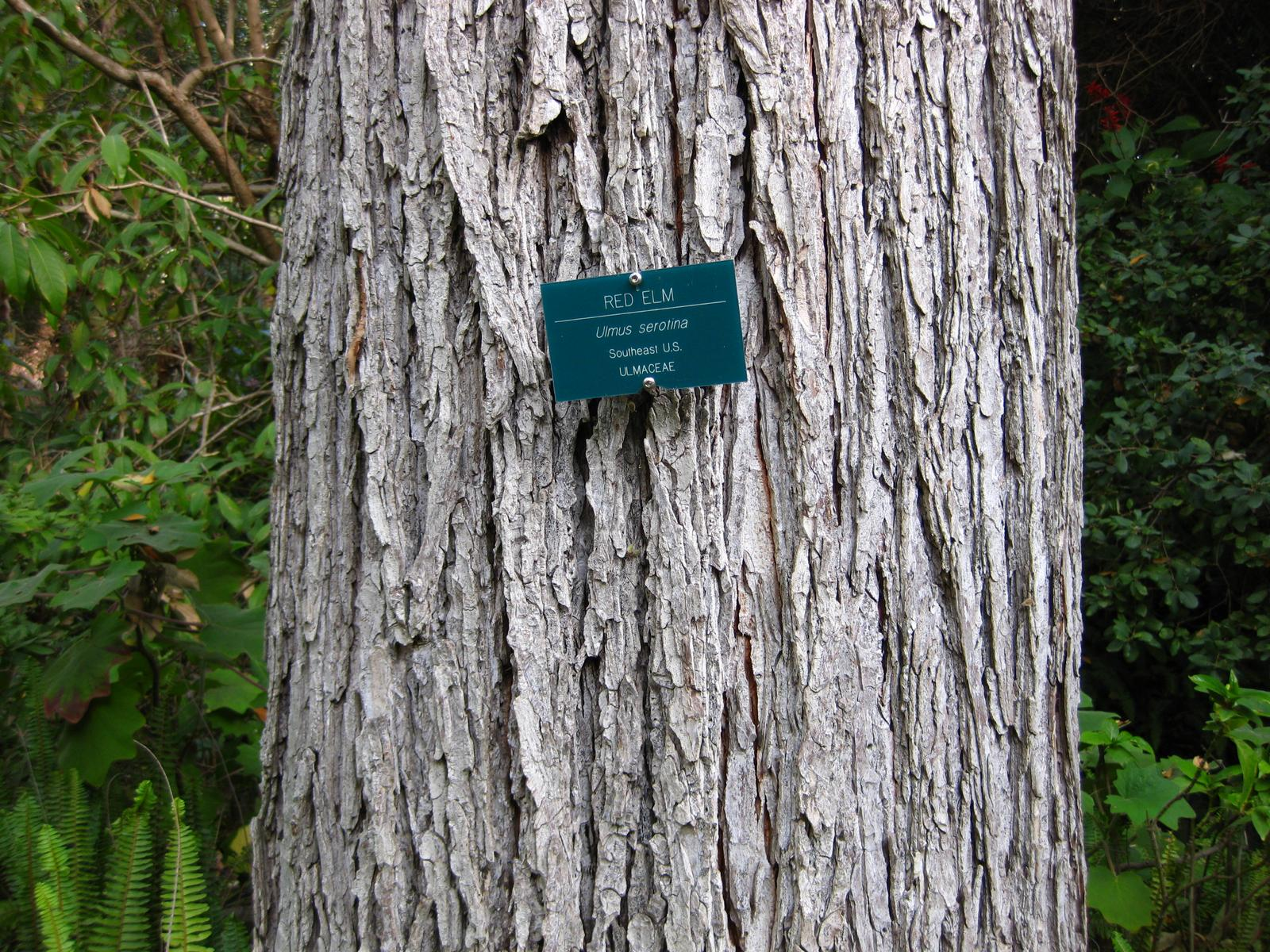
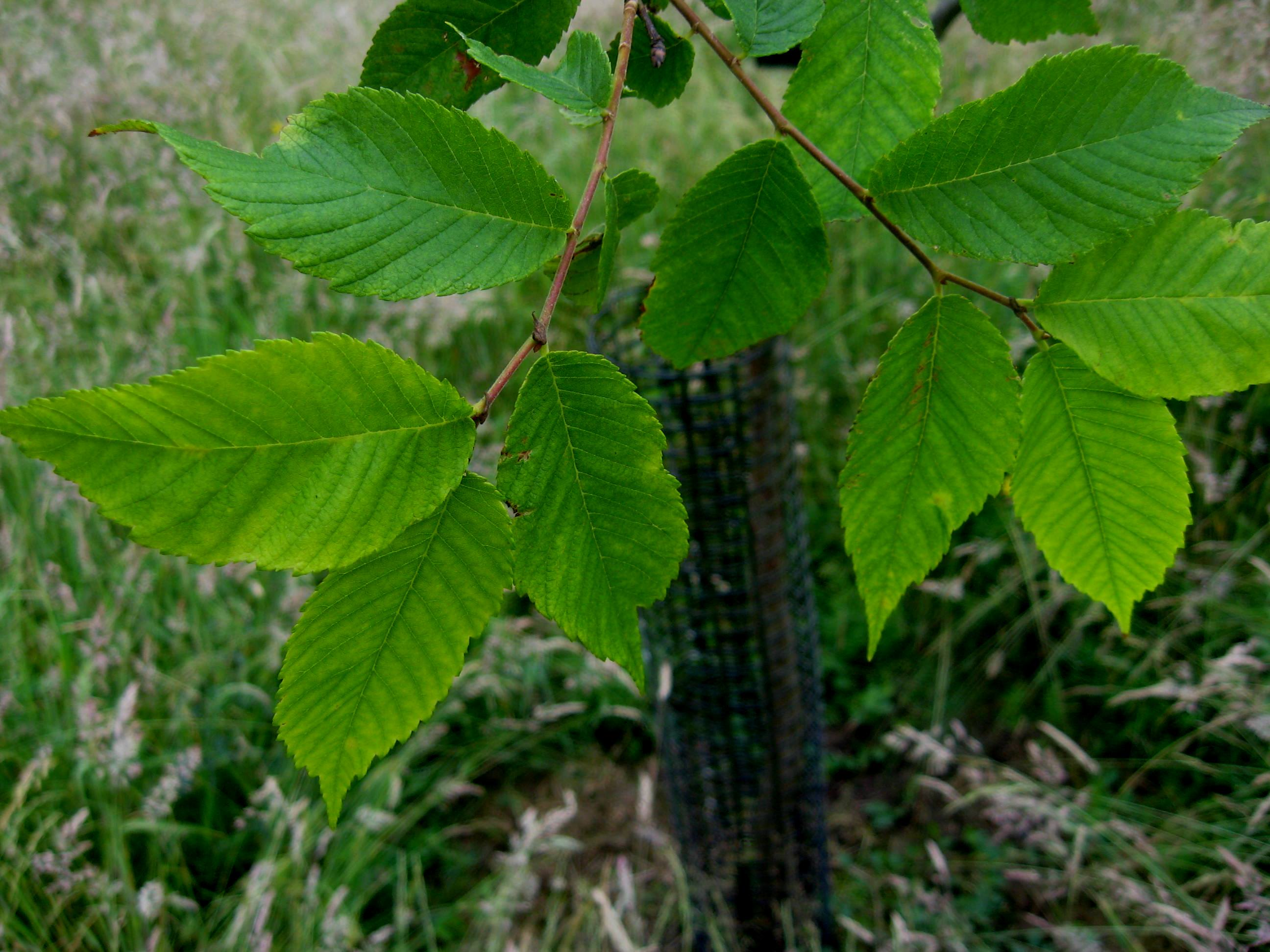
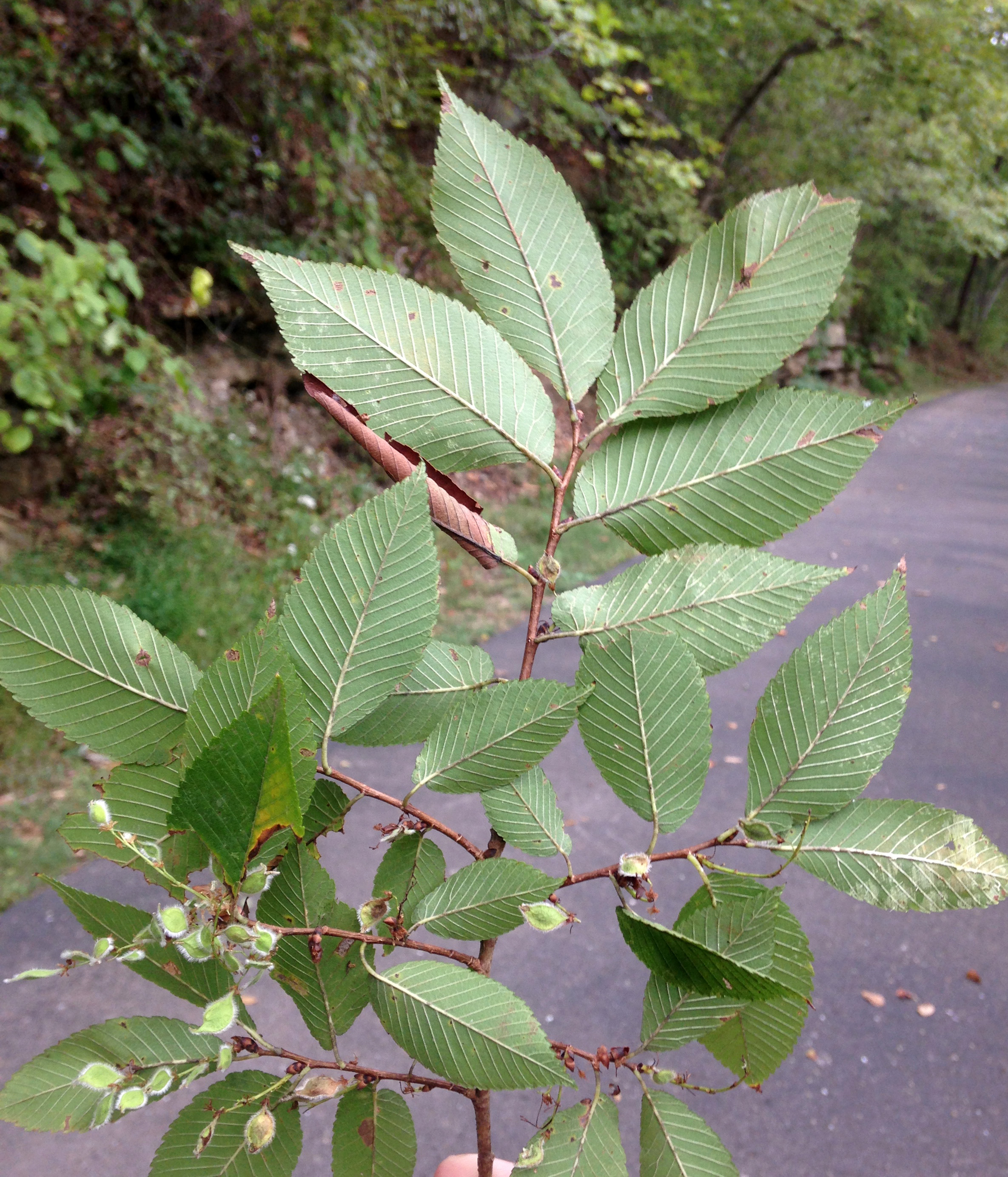